# Трежур Лејк (Пенсилванија)
Трежур Лејк (енгл. Treasure Lake) насељено је место без административног статуса у америчкој савезној држави Пенсилванија.

## Демографија
По попису из 2010. године број становника је 3.861, што је 646 (-14,3%) становника мање него 2000. године.
| Група             | 2000.         | 2010.         |
| Белци             | 4.410 (97,8%) | 3.703 (95,9%) |
| Афроамериканци    | 13 (0,3%)     | 11 (0,3%)     |
| Азијати           | 39 (0,9%)     | 79 (2,0%)     |
| Хиспаноамериканци | 25 (0,6%)     | 30 (0,8%)     |
| Укупно            | 4.507         | 3.861         |